# 이그나시 미켈
이그나시 미켈 폰스(스페인어: Ignasi Miquel Pons, 1992년 9월 28일 ~ )는 스페인의 축구 선수로, 현재 그라나다에서 중앙 수비수로 뛰고 있다.
FC 바르셀로나와 UE 코르네야의 유스팀을 거쳐 2008년 아스널 FC 유스팀에 입단했으며, 2011년 프리미어리그에 데뷔해 프로 무대를 밟았다. 이후 2013년 레스터 시티 FC로 임대 이적했으며, 2014년 노리치 시티 FC로 팀을 옮긴 뒤 2015년 SD 폰페라디나에 입단해 스페인 무대로 복귀하였다.
또한 각급 스페인 국가대표팀을 거쳐 2013년 스페인 U-21 대표팀의 주장으로 발탁되기도 했다.